# Palimpszeszt
A palimpszeszt(us) (görög: „újból lesimított”; latinul: codex rescriptus) azoknak a kéziratoknak a neve, melyekben az eredeti szöveget gondosan kivakarták, vagy átragasztották, hogy helyébe másikat lehessen írni.
A papirusz, hártya és egyéb íróanyagok drága mivolta miatt ezt már az ókorban megtették, de fokozott mértékben a középkorban, amikor az ókori klasszikusok műveit is el lehetett tüntetni és szövegükre evangéliumokat és egyéb vallásos tartalmú könyveket írni. Ha aztán az átragasztás és vakarás dacára kicsillámlott az eredeti (alsó) szöveg, akkor a jelenkori filológusok és paleográfusok figyelmesek lettek rá és alkalmas vegyi anyagokkal a felül ragasztott papirosréteget, vagy a vakarás fölé írt szöveget eltávolították. Így kerültek napvilágra például Cicero egyes művei is (Az államról, Frontonis orationes et epistolae, Gaii institutiones stb.)